# 여자국수전
여자국수전은 여자 바둑 기사를 대상으로 치러진 중국의 바둑 기전이다. 여자국수전은 2012년 2기 대회를 치른 후 중지 됐다가, 10년 만에 재개됐다.

## 상금
- 우승 15만위안(약 2700만원), 준우승 6만위안(1~2회 대회)
- 우승 20만위안(약 3800만원), 준우승 8만위안(3회 대회)

## 대국규정
- 제한시간 1시간

## 역대우승자
| 회수 | 연도 | 우승        | 전적 | 준우승        |
| ---- | ---- | ----------- | ---- | ------------- |
| 1회  | 2012 | 쿵샹밍 八단 | 1-0  | 리허 三단     |
| 2회  | 2013 | 루자 二단   | 1-0  | 판웨이징 二단 |
| 3회  | 2023 | 위즈잉 七단 | 1-0  | 저우훙위 六단 |